# Assassinato-suicídio
Um assassinato-suicídio é um ato em que um indivíduo mata uma ou mais pessoas antes ou durante seu suicídio. A combinação de assassinato e suicídio pode assumir várias formas, dentre elas:
- Suicídio após ou durante assassinato infligido a terceiros
- Assassinato que implique suicídio, como atentado suicida ou colisão deliberada de um veículo que transportava o perpetrador e outros
- Assassinato de um policial ou espectador durante o ato de suicídio por policial
- Suicídio após assassinato para escapar de punição(ões) criminal(is)
- Suicídio após homicídio como forma de autopunição por culpa
- Suicídio antes ou depois do assassinato por procuração
- Assassinato ligado a uma pessoa com ideação suicida
- Suicídio conjunto na forma de matar o outro com consentimento e depois matar-se

O assassinato-suicídio lícito tem três formas concebíveis:
- Matar o agressor por meio de autodefesa matando-se no processo
- Assassinato legal para evitar que um indivíduo cause danos a outros, matando-se ao fazê-lo
- Homicídio lícito resultando indiretamente ou contribuindo para o suicídio

Muitos spree killers terminaram seus atos em suicídio, como em muitos tiroteios em escolas. Alguns casos de suicídio por motivação religiosa também podem envolver assassinato. A apuração da intenção legal (mens rea) é inaplicável aos casos devidamente categorizados como insanidade.
Algumas pessoas usam o termo assassinato-suicídio para se referir a homicídio-suicídio, que também pode incluir homicídio culposo e é, portanto, mais abrangente. 

## Teorias

Ajax, filho de Telamon, preparando o suicídio. Reprodução de uma representação de uma ânfora de figuras negras de Exéquias (550–525 aC).

De acordo com o psiquiatra Karl A. Menninger, assassinato e suicídio são atos intercambiáveis – o suicídio por vezes previne o assassinato e vice-versa.  Seguindo a lógica freudiana, a repressão severa dos instintos naturais devido ao abuso na primeira infância pode levar o instinto de morte a emergir de uma forma distorcida.
Num estudo especificamente relacionado com homicídio-suicídio, Milton Rosenbaum (1990) descobriu que os perpetradores de assassinato-suicídio são bastante diferentes dos perpetradores de homicídio puramente. Enquanto se descobriu que os assassinos-suicidas eram altamente deprimidos e predominantemente homens, outros assassinos geralmente não estavam deprimidos e eram mais propensos a incluir mulheres nas suas fileiras.  Nos EUA, o número esmagador de casos ocorre entre homens e mulheres. 
Embora não exista um sistema nacional de registro de assassinatos-suicídios nos Estados Unidos, estudos médicos sobre o fenômeno estimam entre 1.000 e 1.500 mortes por ano nos EUA,  com a maioria ocorrendo entre cônjuges ou parceiros íntimos e a grande maioria dos casos. sendo os perpetradores do sexo masculino.